# Pasmo Glichowca
Pasmo Glichowca, nazywane również Pasmem Ostrysza lub Pasmem Trupielca – pasmo wzniesień na południe od Zbiornika Dobczyckiego. Według Jerzego Kondrackiego pasmo to znajduje się na obszarze Pogórza Wiśnickiego. Od sąsiedniego na południe Beskidu Wyspowego oddziela go Zasańska Przełęcz oraz spływające spod niej w przeciwnych kierunkach potoki Zasanka i Czerwin. Pasmo Glichowca ma mniej więcej równoleżnikowy, ale kręty przebieg i ciągnie się od doliny Trzemeśnianki do doliny Krzyworzeki:
- Trupielec (476 m)
- Ostrysz (507 m)
- Glichowiec (527 m)

Względna wysokość tych wierzchołków nad dnem otaczających je dolin wynosi 100–170 m. Grzbiet i górna część stoków są w większości zalesione, a na północnej stronie niemal całe stoki są zalesione. Grzbietem Pasma Glichowca prowadzi szlak turystyczny. Długość pasma wynosi około 12 km, szerokość 10 km. Przecięte jest dolinami potoków Olszanica i Brzezówka. Pasmo zbudowane jest z płasko zalegających piaskowców istebniańskich płaszczowiny śląskiej. Istnieje kilka ostańców skalnych, zwanych Diabelskimi Kamieniami. Na mapie zaznaczone są dwa: Skałki w Drogini i Diabelski Kamień na Styrku.
W czasie II wojny światowej w Paśmie Glichowca działały silne oddziały partyzanckie AK. Na przysiółku Sarnulki pod Glichowcem miał swoją siedzibę sztab oddziału Wincentego Horodyńskiego „Kościesza”, a na Zasańskiej Przełęczy partyzanci organizowali udane zasadzki na niemieckie oddziały. 
W Paśmie Glichowca występują pochodzące z okresów wczesnosłowiańskich kurhany ciałopalne.

## Szlak turystyczny
niebieski: Myślenice – Zarabie – Grodzisko – Trupielec – Ostrysz – Glichowiec – Poznachowice Górne. Czas przejścia 2:50 h, 2:30 h
 żółty: Kornatka – przełęcz między Glichowcem i Ostryszem – Zasańska Przełęcz – Kamiennik Południowy – Przełęcz Sucha
- Czas przejścia z Kornatki na przełęcz pod Glichowcem: 1:45, ↓ 1:35
- Czas przejścia z przełęczy pod Glichowcem na Przełęcz Suchą: 2.:20 h, ↓ 1:35 h